# Glochinomyia albiseta
Glochinomyia albiseta är en tvåvingeart som beskrevs av Kertesz 1916. Glochinomyia albiseta ingår i släktet Glochinomyia och familjen vapenflugor. Inga underarter finns listade i Catalogue of Life.